# 157. brigada »Guido Picelli«
Za druge 157. brigade glejte 157. brigada.
157. brigada »Guido Picelli«  je bila brigada v sestavi Narodnoosvobodilne vojske in partizanskih odredov Jugoslavije in ki je delovala med drugo svetovno vojno na področju Kraljevine Jugoslavije.